# Licania licaniiflora
Licania licaniiflora är en tvåhjärtbladig växtart som först beskrevs av Paul Antoine Sagot, och fick sitt nu gällande namn av Sidney Fay Blake. Licania licaniiflora ingår i släktet Licania och familjen Chrysobalanaceae. Inga underarter finns listade i Catalogue of Life.